# Idaea fusca
Idaea fusca är en fjärilsart som beskrevs av Andreas Bergmann 1955. Idaea fusca ingår i släktet Idaea och familjen mätare. Inga underarter finns listade i Catalogue of Life.